# Josef Freinademetz
Josef Freinademetz, SVD (ladinsky: Ujöp Freinademetz, 15. dubna 1852, Badia – 28. ledna 1908, Taika) byl rakouský římskokatolický kněz, člen Společnosti Božího Slova, působící jako misionář v Čínské říši. Katolická církev jej uctívá jako světce.

## Život

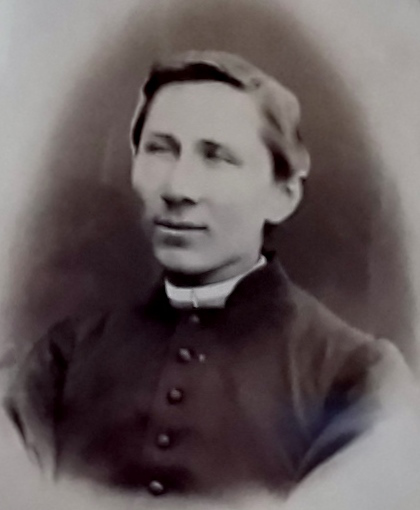
Fotografie z roku 1878

Narodil se v Oies, patřící pod obec Badia na území Tyrolského hrabství v Rakouském císařství (dnešní provincie Bolzano na severu Itálie) do chudé a velmi zbožné ladinské rodiny. Jeho rodiče byli Giovanmattia a Anna Maria Freinademetz. Roku 1854 přijal svátost biřmování a v letech 1858–1862 navštěvoval ladinskou základní školu v Badii a v letech 1862–1864 německou základní školu v Brixenu. V letech 1864–1872 navštěvoval střední školu, vedenou augustiniány z opatství Novacella.
Poté studoval na hlavním kněžském semináři v Brixenu, kde se připravoval na kněžství. Dne 25. července 1875 byl vysvěcen na kněze pro brixenskou diecézi a svou primiční mši svatou sloužil 25. srpna téhož roku. Poté byl poslán sloužit do obce San Martino in Badia, kde také učil na základní škole. Zde se rozhodl stát misionářem. Se souhlasem svého biskupa odcestoval v srpnu roku 1878 do Steylu v Nizozemsku do ústředí Společnosti Božího Slova, založené o několik let dříve sv. Arnoldem Janssenem, za účelem přípravy na misijní činnost.

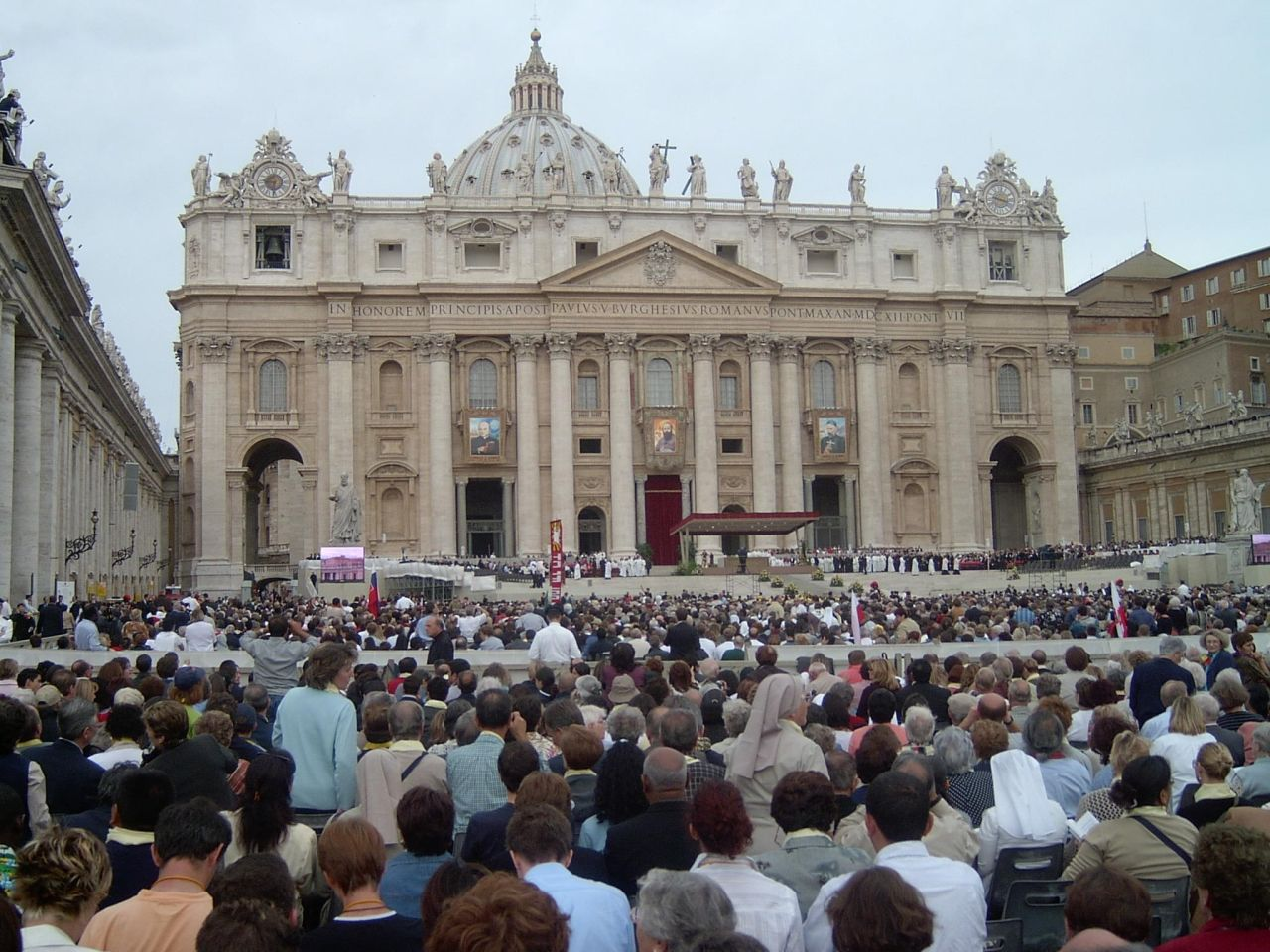
Jeho svatořečení na Svatopetrském náměstí

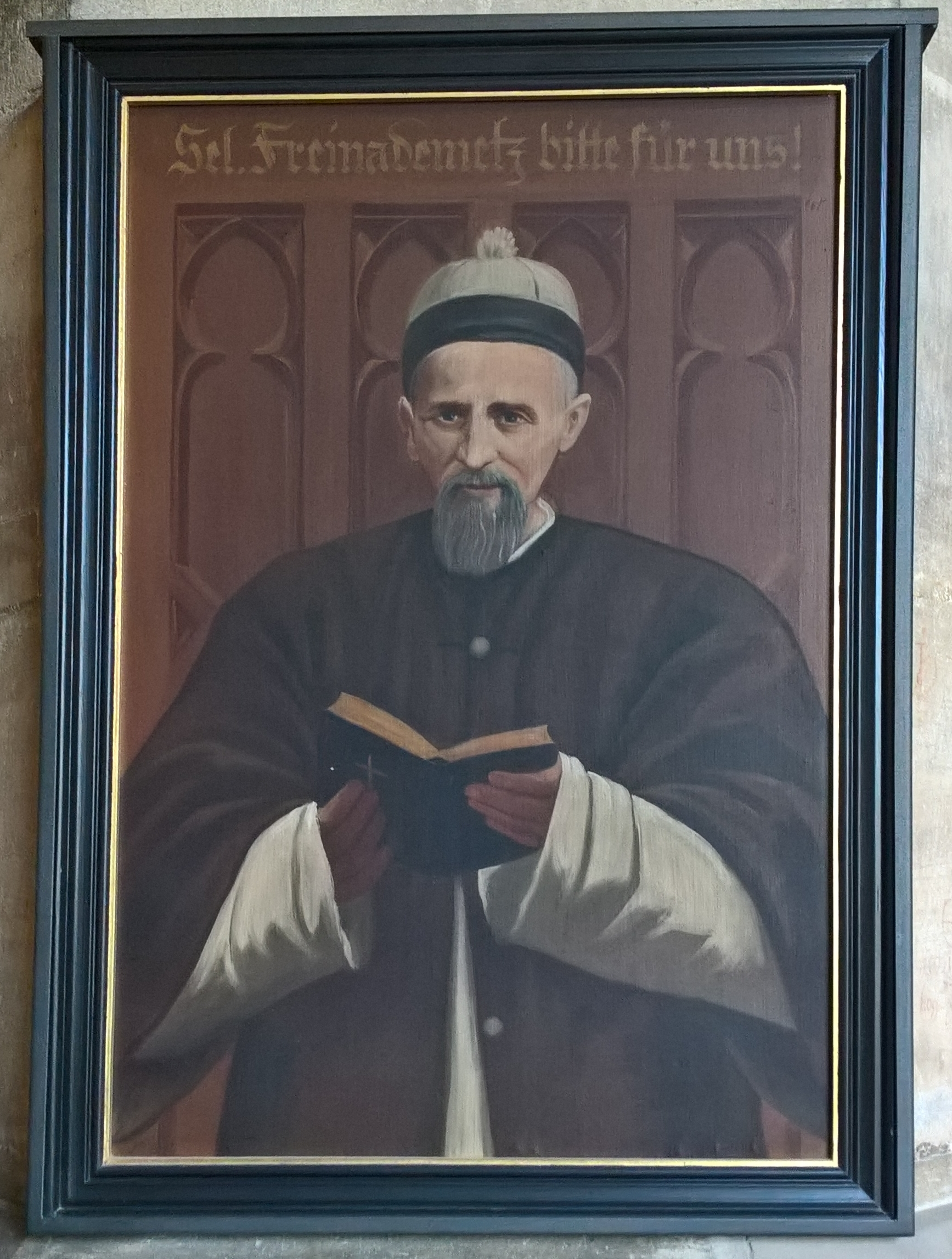
Portrét

Dne 2. března 1879 odcestoval spolu s knězem Johannem Baptistou von Anzerem na misie do Číny poté, co obdržel v Římě od papeže Lva XIII. misijní kříž. Po pětitýdenní cestě dorazil dne 20. dubna 1879 spolu se svým společníkem do Hongkongu, kde dva roky připravovali svou misi. V tom čase také působil v hongkongských oblastech Sai Kung nebo Yantianzi. Misie se týkala oblasti Šan-tung, čínské provincie s více než 12 miliony obyvateli a jen stovkou pokřtěných věřících. Do oblasti dorazili dne 15. července 1881 a v únoru roku 1882 získali francouzský misionářský pas. Spolu se svým společníkem zde poté cestoval po rozlehlých oblastech a vyučoval katechizmus. Po čase usilovné práce však byli na přání svého představeného nucení toto své dílo opustit a začít znovu v jiné části oblasti Šan-tung.
Potýkal se s obtížemi všeho druhu: odlišným jazykem, kulturními rozdíly, chudobou, nedostatkem prostředků a nedůvěrou Číňanů pro své odlišné způsoby. Během své misie se stal představeným zdejší misijní oblasti a dne 15. srpna 1886 složil své doživotní řeholní sliby ve Společnosti Božího Slova. V té době se jeho společník Johann Baptista von Anzer stal apoštolským vikářem zdejšího apoštolského vikariátu a titulárním biskupem.
Začal školit čínské laiky, kteří poté sloužili jako katecheti. Napsal také knihu katechismu v čínštině. Později také učil a formoval čínské kněze. Mezi lety 1882–1900 byl provikářem jižního Šan-tungu a v roce 1890 také získal německý misionářský pas. Poté, co byl v letech 1897–1898 administrátorem zdejšího apoštolského vikariátu, se stal také provinciálním představeným Společnosti Božího Slova.
V roce 1898 onemocněl, pročež byl nucen odejít na nucený odpočinek do Japonska. Později se znovu vrátil do Číny, avšak již s horším zdravím. Během Boxerského povstání v letech 1899–1901 zůstal na své misii a odmítal hledat bezpečí v místech kontrolovaných západními armádami. V letech 1900–1908 byl znovu provikářem jižního Šan-tungu a znovu dočasným správcem apoštolského vikariátu v letech 1899–1900 a 1904–1908.
Roku 1907 zastupoval biskupa Augustina Henninghause ve vedení apoštolského vikariátu při jeho cestě do Evropy. V té době onemocněl tyfem.
Zemřel na tyfus dne 28. ledna 1908 v Taika (dnešní Daijiazhuang v prefektuře Ťi-ning). Pohřben byl, podle svého přání, na čínské půdě. Během tzv. kulturní revoluce byl jeho náhrobek odstraněn a zničen, avšak později byl znovu obnoven.

## Úcta
Jeho beatifikační proces započal dne 22. června 1951, čímž obdržel titul služebník Boží. Dne 16. března 1970 jej papež sv. Pavel VI. podepsáním dekretu o jeho hrdinských ctnostech prohlásil za ctihodného.
Blahořečen byl dne 19. října 1975 v bazilice sv. Petra papežem sv. Pavlem VI. Svatořečen pak byl dne 5. října 2003 na Svatopetrském náměstí papežem sv. Janem Pavlem II.
Jeho památka je připomínána 28. ledna. Bývá zobrazován v kněžském oděvu.